# Ligue 1

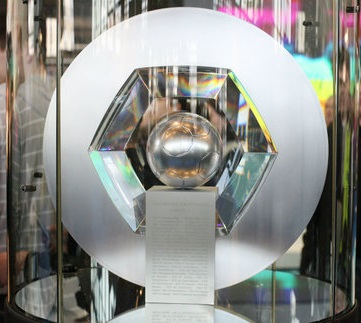
Trofee van Ligue 1: Hexagoal

De Ligue 1 ook wel Ligue 1 McDonald's genoemd is de hoogste voetbaldivisie in Frankrijk die door de Franse voetbalbond (FFF) wordt georganiseerd. Sinds 1953 speelt eveneens de Monegaskische voetbalclub AS Monaco menigmaal mee om het Frans voetbalkampioenschap. De twintig deelnemende clubs spelen een complete competitie om te bepalen wie zich landskampioen mag noemen. De onderste drie degraderen aan het eind van het seizoen en worden vervangen door de nummers 1, 2 en 3 van de Ligue 2. In 2021 werd de competitie door de IFFHS uitgeroepen tot nummer vijf van sterkste nationale competities ter wereld en de vierde sterkste van Europa. Paris Saint-Germain wist de Division 1/Ligue 1 twaalf keer te winnen, waarmee zij recordhouder der titels zijn.

## Geschiedenis
De competitie ging in het seizoen 1932/33 van start met de naam National. Vanaf seizoen 1933/34 tot en met het seizoen 2001/02 droeg de competitie de naam Division 1. In het seizoen 2002/03 kreeg de hoogste voetbaldivisie van Frankrijk haar huidige naam.
In het seizoen 1992/93 werd de titel technisch gewonnen door Olympique Marseille. Nadat echter bekend werd dat er met de wedstrijd tegen US Valenciennes-Anzin op 20 mei 1993 gefraudeerd was, werd de titel weer afgenomen van Olympique Marseille. Er werd dat jaar geen titel uitgereikt.

## Deelnemende clubs

### Seizoen 2025/26
| Team                | Stad        | Stadion                   | Capaciteit | Seiz.   | Titels  |         |
| Ligue 1             | Ligue 1     | Ligue 1                   | Ligue 1    | Ligue 1 | Ligue 1 | Ligue 1 |
| ------------------- | ----------- | ------------------------- | ---------- | ------- | ------- | ------- |
| Angers              | Angers      | Stade Raymond-Kopa        | 19.800     | 33      | 0       |         |
| Auxerre             | Auxerre     | Stade de l'Abbé-Deschamps | 18.541     | 35      | 1       |         |
| Brest               | Brest       | Stade Francis-Le Blé      | 15.931     | 20      | 0       |         |
| Le Havre            | Le Havre    | Stade Océane              | 25.178     | 27      | 0       |         |
| Lens                | Lens        | Stade Bollaert-Delelis    | 38.223     | 64      | 1       |         |
| Lille               | Rijsel      | Stade Pierre-Mauroy       | 50.186     | 66      | 4       |         |
| Lorient             | Lorient     | Stade du Moustoir         | 18.890     | 18      | 0       |         |
| Lyon                | Lyon        | Parc Olympique Lyonnais   | 59.186     | 68      | 7       |         |
| Marseille           | Marseille   | Stade Vélodrome           | 67.394     | 76      | 9       |         |
| Metz                | Metz        | Stade Saint-Symphorien    | 25.636     | 65      | 0       |         |
| Monaco              | Monaco      | Stade Louis II            | 16.360     | 67      | 8       |         |
| Nantes              | Nantes      | Stade de la Beaujoire     | 35.322     | 58      | 8       |         |
| Nice                | Nice        | Allianz Riviera           | 36.178     | 67      | 4       |         |
| Paris               | Parijs      | Stade Jean-Bouin          | 19.904     | 4       | 0       |         |
| Paris Saint-Germain | Parijs      | Parc des Princes          | 47.929     | 53      | 12      |         |
| Rennes              | Rennes      | Stade Geoffroy-Guichard   | 29.778     | 69      | 0       |         |
| Strasbourg          | Straatsburg | Stade de la Meinau        | 26.109     | 65      | 1       |         |
| Toulouse            | Toulouse    | Stadium Municipal         | 33.150     | 36      | 0       |         |

## Kampioenen
| Seizoen                                                              | D. | Kampioen                                     | Statistieken                                 | Statistieken                                 | Statistieken                                 | Statistieken                                 | Statistieken                                 | Trainer                                      |
| Seizoen                                                              | D. | Kampioen                                     | W.                                           | O.                                           | G.                                           | V.                                           | P.                                           | Trainer                                      |
| -------------------------------------------------------------------- | -- | -------------------------------------------- | -------------------------------------------- | -------------------------------------------- | -------------------------------------------- | -------------------------------------------- | -------------------------------------------- | -------------------------------------------- |
| 1932/33                                                              | 20 | Olympique Lillois                            | 18                                           | 14                                           | 0                                            | 4                                            | 28                                           | Robert Deveen                                |
| 1933/34                                                              | 14 | FC Sète                                      | 26                                           | 14                                           | 6                                            | 6                                            | 34                                           | René Dedieu                                  |
| 1934/35                                                              | 16 | FC Sochaux                                   | 30                                           | 22                                           | 4                                            | 4                                            | 48                                           | Conrad Ross                                  |
| 1935/36                                                              | 16 | Racing Club de France Football               | 30                                           | 20                                           | 4                                            | 6                                            | 44                                           | George Kimpton                               |
| 1936/37                                                              | 16 | Olympique Marseille                          | 30                                           | 17                                           | 4                                            | 9                                            | 38                                           | József Eisenhoffer                           |
| 1937/38                                                              | 16 | FC Sochaux (2)                               | 30                                           | 18                                           | 8                                            | 4                                            | 44                                           | Conrad Ross (2)                              |
| 1938/39                                                              | 16 | FC Sète (2)                                  | 30                                           | 19                                           | 4                                            | 7                                            | 42                                           | Jean Marmiès                                 |
| In de periode 1939–1945 niet gespeeld vanwege de Tweede Wereldoorlog |    |                                              |                                              |                                              |                                              |                                              |                                              |                                              |
| 1945/46                                                              | 18 | Lille OSC                                    | 34                                           | 19                                           | 7                                            | 8                                            | 45                                           | George Berry                                 |
| 1946/47                                                              | 20 | CO Roubaix-Tourcoing                         | 38                                           | 24                                           | 5                                            | 9                                            | 53                                           | Charles Demeillez                            |
| 1947/48                                                              | 18 | Olympique Marseille (2)                      | 34                                           | 20                                           | 8                                            | 6                                            | 48                                           | Giuseppe Zilizzi                             |
| 1948/49                                                              | 18 | Stade de Reims                               | 34                                           | 22                                           | 4                                            | 8                                            | 48                                           | Henri Roessler                               |
| 1949/50                                                              | 18 | Girondins de Bordeaux                        | 34                                           | 21                                           | 9                                            | 4                                            | 51                                           | André Gérard                                 |
| 1950/51                                                              | 18 | OGC Nice                                     | 34                                           | 18                                           | 5                                            | 11                                           | 41                                           | Numa Andoire                                 |
| 1951/52                                                              | 18 | OGC Nice (2)                                 | 34                                           | 21                                           | 4                                            | 9                                            | 46                                           | Numa Andoire (2)                             |
| 1952/53                                                              | 18 | Stade de Reims (2)                           | 34                                           | 22                                           | 4                                            | 8                                            | 48                                           | Albert Batteux                               |
| 1953/54                                                              | 18 | Lille OSC (2)                                | 34                                           | 17                                           | 13                                           | 4                                            | 47                                           | André Cheuva                                 |
| 1954/55                                                              | 18 | Stade de Reims (3)                           | 34                                           | 19                                           | 6                                            | 9                                            | 44                                           | Albert Batteux (2)                           |
| 1955/56                                                              | 18 | OGC Nice (3)                                 | 34                                           | 18                                           | 7                                            | 9                                            | 43                                           | Luis Carniglia                               |
| 1956/57                                                              | 18 | AS Saint-Étienne                             | 34                                           | 20                                           | 9                                            | 5                                            | 49                                           | Jean Snella                                  |
| 1957/58                                                              | 18 | Stade de Reims (4)                           | 34                                           | 22                                           | 4                                            | 8                                            | 48                                           | Albert Batteux (3)                           |
| 1958/59                                                              | 20 | OGC Nice (4)                                 | 38                                           | 24                                           | 8                                            | 6                                            | 56                                           | Jean Luciano                                 |
| 1959/60                                                              | 20 | Stade de Reims (5)                           | 38                                           | 26                                           | 8                                            | 4                                            | 60                                           | Albert Batteux (4)                           |
| 1960/61                                                              | 20 | AS Monaco                                    | 38                                           | 26                                           | 5                                            | 7                                            | 57                                           | Lucien Leduc                                 |
| 1961/62                                                              | 20 | Stade de Reims (6)                           | 38                                           | 21                                           | 6                                            | 11                                           | 48                                           | Albert Batteux (5)                           |
| 1962/63                                                              | 20 | AS Monaco (2)                                | 38                                           | 20                                           | 10                                           | 8                                            | 50                                           | Lucien Leduc (2)                             |
| 1963/64                                                              | 18 | AS Saint-Étienne (2)                         | 34                                           | 18                                           | 8                                            | 8                                            | 44                                           | Jean Snella (2)                              |
| 1964/65                                                              | 18 | FC Nantes                                    | 34                                           | 16                                           | 11                                           | 7                                            | 43                                           | José Arribas                                 |
| 1965/66                                                              | 20 | FC Nantes (2)                                | 38                                           | 26                                           | 8                                            | 4                                            | 60                                           | José Arribas (2)                             |
| 1966/67                                                              | 20 | AS Saint-Étienne (3)                         | 38                                           | 24                                           | 6                                            | 8                                            | 54                                           | Jean Snella (3)                              |
| 1967/68                                                              | 20 | AS Saint-Étienne (4)                         | 38                                           | 24                                           | 9                                            | 5                                            | 57                                           | Albert Batteux (6)                           |
| 1968/69                                                              | 18 | AS Saint-Étienne (5)                         | 34                                           | 24                                           | 5                                            | 5                                            | 53                                           | Albert Batteux (7)                           |
| 1969/70                                                              | 18 | AS Saint-Étienne (6)                         | 34                                           | 25                                           | 6                                            | 3                                            | 56                                           | Albert Batteux (8)                           |
| 1970/71                                                              | 20 | Olympique Marseille (3)                      | 38                                           | 23                                           | 9                                            | 6                                            | 55                                           | Lucien Leduc (3)                             |
| 1971/72                                                              | 20 | Olympique Marseille (4)                      | 38                                           | 24                                           | 8                                            | 6                                            | 56                                           | Mario Zatelli                                |
| 1972/73                                                              | 20 | FC Nantes (3)                                | 38                                           | 23                                           | 9                                            | 6                                            | 55                                           | José Arribas (3)                             |
| 1973/74                                                              | 20 | AS Saint-Étienne (7)                         | 38                                           | 23                                           | 9                                            | 6                                            | 66                                           | Robert Herbin                                |
| 1974/75                                                              | 20 | AS Saint-Étienne (8)                         | 38                                           | 23                                           | 6                                            | 9                                            | 58                                           | Robert Herbin (2)                            |
| 1975/76                                                              | 20 | AS Saint-Étienne (9)                         | 38                                           | 18                                           | 15                                           | 5                                            | 57                                           | Robert Herbin (3)                            |
| 1976/77                                                              | 20 | FC Nantes (4)                                | 38                                           | 25                                           | 8                                            | 5                                            | 58                                           | Jean Vincent                                 |
| 1977/78                                                              | 20 | AS Monaco (3)                                | 38                                           | 22                                           | 9                                            | 7                                            | 53                                           | Lucien Leduc (4)                             |
| 1978/79                                                              | 20 | RC Strasbourg                                | 38                                           | 22                                           | 12                                           | 4                                            | 56                                           | Gilbert Gress                                |
| 1979/80                                                              | 20 | FC Nantes (5)                                | 38                                           | 26                                           | 5                                            | 7                                            | 57                                           | Jean Vincent (2)                             |
| 1980/81                                                              | 20 | AS Saint-Étienne (10)                        | 38                                           | 23                                           | 11                                           | 4                                            | 57                                           | Robert Herbin (4)                            |
| 1981/82                                                              | 20 | AS Monaco (4)                                | 38                                           | 24                                           | 7                                            | 7                                            | 55                                           | Gérard Banide                                |
| 1982/83                                                              | 20 | FC Nantes (6)                                | 38                                           | 24                                           | 10                                           | 4                                            | 58                                           | Jean-Claude Suaudeau                         |
| 1983/84                                                              | 20 | Girondins de Bordeaux (2)                    | 38                                           | 23                                           | 8                                            | 7                                            | 54                                           | Aimé Jacquet                                 |
| 1984/85                                                              | 20 | Girondins de Bordeaux (3)                    | 38                                           | 25                                           | 9                                            | 4                                            | 59                                           | Aimé Jacquet (2)                             |
| 1985/86                                                              | 20 | Paris Saint-Germain                          | 38                                           | 23                                           | 10                                           | 5                                            | 56                                           | Gérard Houllier                              |
| 1986/87                                                              | 20 | Girondins de Bordeaux (4)                    | 38                                           | 20                                           | 13                                           | 5                                            | 53                                           | Aimé Jacquet (3)                             |
| 1987/88                                                              | 20 | AS Monaco (5)                                | 38                                           | 20                                           | 12                                           | 6                                            | 52                                           | Arsène Wenger                                |
| 1988/89                                                              | 20 | Olympique Marseille (5)                      | 38                                           | 20                                           | 13                                           | 5                                            | 73                                           | Gérard Gili                                  |
| 1989/90                                                              | 20 | Olympique Marseille (6)                      | 38                                           | 22                                           | 9                                            | 7                                            | 53                                           | Gérard Gili (2)                              |
| 1990/91                                                              | 20 | Olympique Marseille (7)                      | 38                                           | 22                                           | 11                                           | 5                                            | 77                                           | Raymond Goethals                             |
| 1991/92                                                              | 20 | Olympique Marseille (8)                      | 38                                           | 23                                           | 12                                           | 3                                            | 58                                           | Raymond Goethals (2)                         |
| 1992/93                                                              | 20 | Titel niet toegekend vanwege omkoopschandaal | Titel niet toegekend vanwege omkoopschandaal | Titel niet toegekend vanwege omkoopschandaal | Titel niet toegekend vanwege omkoopschandaal | Titel niet toegekend vanwege omkoopschandaal | Titel niet toegekend vanwege omkoopschandaal | Titel niet toegekend vanwege omkoopschandaal |
| 1993/94                                                              | 20 | Paris Saint-Germain (2)                      | 38                                           | 24                                           | 11                                           | 3                                            | 59                                           | Artur Jorge                                  |
| 1994/95                                                              | 20 | FC Nantes (7)                                | 38                                           | 21                                           | 16                                           | 1                                            | 79                                           | Jean-Claude Suaudeau (2)                     |
| 1995/96                                                              | 20 | AJ Auxerre                                   | 38                                           | 22                                           | 6                                            | 10                                           | 72                                           | Guy Roux                                     |
| 1996/97                                                              | 20 | AS Monaco (6)                                | 38                                           | 23                                           | 10                                           | 5                                            | 79                                           | Jean Tigana                                  |
| 1997/98                                                              | 18 | RC Lens                                      | 34                                           | 21                                           | 5                                            | 8                                            | 68                                           | Daniel Leclercq                              |
| 1998/99                                                              | 18 | Girondins de Bordeaux (5)                    | 34                                           | 22                                           | 6                                            | 6                                            | 72                                           | Élie Baup                                    |
| 1999/00                                                              | 18 | AS Monaco (7)                                | 34                                           | 20                                           | 5                                            | 9                                            | 65                                           | Claude Puel                                  |
| 2000/01                                                              | 18 | FC Nantes (8)                                | 34                                           | 21                                           | 5                                            | 8                                            | 68                                           | Raynald Denoueix                             |
| 2001/02                                                              | 18 | Olympique Lyon                               | 34                                           | 20                                           | 6                                            | 8                                            | 66                                           | Jacques Santini                              |
| 2002/03                                                              | 20 | Olympique Lyon (2)                           | 38                                           | 19                                           | 11                                           | 8                                            | 68                                           | Paul Le Guen                                 |
| 2003/04                                                              | 20 | Olympique Lyon (3)                           | 38                                           | 19                                           | 11                                           | 8                                            | 68                                           | Paul Le Guen (2)                             |
| 2004/05                                                              | 20 | Olympique Lyon (4)                           | 38                                           | 24                                           | 7                                            | 7                                            | 79                                           | Paul Le Guen (3)                             |
| 2005/06                                                              | 20 | Olympique Lyon (5)                           | 38                                           | 22                                           | 13                                           | 3                                            | 79                                           | Gérard Houllier (2)                          |
| 2006/07                                                              | 20 | Olympique Lyon (6)                           | 38                                           | 25                                           | 9                                            | 4                                            | 84                                           | Gérard Houllier (3)                          |
| 2007/08                                                              | 20 | Olympique Lyon (7)                           | 38                                           | 24                                           | 9                                            | 5                                            | 81                                           | Alain Perrin                                 |
| 2008/09                                                              | 20 | Girondins de Bordeaux (6)                    | 38                                           | 24                                           | 7                                            | 7                                            | 79                                           | Laurent Blanc                                |
| 2009/10                                                              | 20 | Olympique Marseille (9)                      | 38                                           | 24                                           | 8                                            | 6                                            | 80                                           | Didier Deschamps                             |
| 2010/11                                                              | 20 | Lille OSC (3)                                | 38                                           | 21                                           | 13                                           | 4                                            | 76                                           | Rudi Garcia                                  |
| 2011/12                                                              | 20 | Montpellier HSC                              | 38                                           | 25                                           | 7                                            | 6                                            | 82                                           | René Girard                                  |
| 2012/13                                                              | 20 | Paris Saint-Germain (3)                      | 38                                           | 25                                           | 8                                            | 5                                            | 83                                           | Carlo Ancelotti                              |
| 2013/14                                                              | 20 | Paris Saint-Germain (4)                      | 38                                           | 27                                           | 8                                            | 3                                            | 89                                           | Laurent Blanc (2)                            |
| 2014/15                                                              | 20 | Paris Saint-Germain (5)                      | 38                                           | 24                                           | 11                                           | 3                                            | 83                                           | Laurent Blanc (3)                            |
| 2015/16                                                              | 20 | Paris Saint-Germain (6)                      | 38                                           | 30                                           | 6                                            | 2                                            | 96                                           | Laurent Blanc (4)                            |
| 2016/17                                                              | 20 | AS Monaco (8)                                | 38                                           | 30                                           | 5                                            | 3                                            | 95                                           | Leonardo Jardim                              |
| 2017/18                                                              | 20 | Paris Saint-Germain (7)                      | 38                                           | 29                                           | 6                                            | 3                                            | 93                                           | Unai Emery                                   |
| 2018/19                                                              | 20 | Paris Saint-Germain (8)                      | 38                                           | 29                                           | 4                                            | 5                                            | 91                                           | Thomas Tuchel                                |
| 2019/20                                                              | 20 | Paris Saint-Germain (9)                      | 27                                           | 22                                           | 2                                            | 3                                            | 68                                           | Thomas Tuchel (2)                            |
| 2020/21                                                              | 20 | Lille OSC (4)                                | 38                                           | 24                                           | 11                                           | 3                                            | 83                                           | Christophe Galtier                           |
| 2021/22                                                              | 20 | Paris Saint-Germain (10)                     | 38                                           | 26                                           | 8                                            | 4                                            | 86                                           | Mauricio Pochettino                          |
| 2022/23                                                              | 20 | Paris Saint-Germain (11)                     | 38                                           | 27                                           | 4                                            | 7                                            | 85                                           | Christophe Galtier (2)                       |
| 2023/24                                                              | 18 | Paris Saint-Germain (12)                     | 34                                           | 22                                           | 10                                           | 2                                            | 76                                           | Luis Enrique                                 |
| 2024/25                                                              | 18 | Paris Saint-Germain (13)                     | 34                                           | 26                                           | 6                                            | 2                                            | 84                                           | Luis Enrique (2)                             |
| 2025/26                                                              | 18 | n.n.b.                                       |                                              |                                              |                                              |                                              |                                              |                                              |

### Statistieken

#### Titels per club
| Team                           | T. | Jaren kampioen |
| ------------------------------ | -- | --- |
| Paris Saint-Germain            | 13 | 1985/86, 1993/94, 2012/13, 2013/14, 2014/15, 2015/16, 2017/18, 2018/19, 2019/20, 2021/22, 2022/23, 2023/24, 2024/25 |
| AS Saint-Étienne               | 10 | 1956/57, 1963/64, 1966/67, 1967/68, 1968/69, 1969/70, 1973/74, 1974/75, 1975/76, 1980/81                            |
| Olympique Marseille            | 9  | 1936/37, 1947/48, 1970/71, 1971/72, 1988/89, 1989/90, 1990/91, 1991/92, 2009/10                                     |
| FC Nantes                      | 8  | 1964/65, 1965/66, 1972/73, 1976/77, 1979/80, 1982/83, 1994/95, 2000/01                                              |
| AS Monaco                      | 8  | 1960/61, 1962/63, 1977/78, 1981/82, 1987/88, 1996/97, 1999/00, 2016/17                                              |
| Olympique Lyon                 | 7  | 2001/02, 2002/03, 2003/04, 2004/05, 2005/06, 2006/07, 2007/08                                                       |
| Girondins de Bordeaux          | 6  | 1949/50, 1983/84, 1984/85, 1986/87, 1998/99, 2008/09                                                                |
| Stade de Reims                 | 6  | 1948/49, 1952/53, 1954/55, 1957/58, 1959/60, 1961/62                                                                |
| OGC Nice                       | 4  | 1950/51, 1951/52, 1955/56, 1958/59                                                                                  |
| Lille OSC                      | 4  | 1945/46, 1953/54, 2010/11, 2020/21                                                                                  |
| FC Sochaux                     | 2  | 1934/35, 1937/38 |
| FC Sète                        | 2  | 1933/34, 1938/39 |
| Montpellier HSC                | 1  | 2011/12 |
| RC Lens                        | 1  | 1997/98 |
| AJ Auxerre                     | 1  | 1995/96 |
| RC Strasbourg                  | 1  | 1978/79 |
| CO Roubaix-Tourcoing           | 1  | 1946/47 |
| Racing Club de France Football | 1  | 1935/36 |
| Olympique Lillois              | 1  | 1932/33 |

#### Trainers met meerdere titels
| Trainer              | T. | Jaren kampioen                                                         |
| -------------------- | -- | ---------------------------------------------------------------------- |
| Albert Batteux       | 8  | 1952/53, 1954/55, 1957/58, 1959/60, 1961/62, 1967/68, 1968/69, 1969/70 |
| Laurent Blanc        | 4  | 2008/09, 2013/14, 2014/15, 2015/16                                     |
| Robert Herbin        | 4  | 1973/74, 1974/75, 1975/76, 1980/81                                     |
| Lucien Leduc         | 4  | 1960/61, 1962/63, 1970/71, 1977/78                                     |
| Paul Le Guen         | 3  | 2002/03, 2003/04, 2004/05                                              |
| Gérard Houllier      | 3  | 1985/86, 2005/06, 2006/07                                              |
| Aimé Jacquet         | 3  | 1983/84, 1984/85, 1986/87                                              |
| José Arribas         | 3  | 1964/65, 1965/66, 1972/73                                              |
| Jean Snella          | 3  | 1956/57, 1963/64, 1966/67                                              |
| Luis Enrique         | 2  | 2023/24, 2024/25                                                       |
| Christophe Galtier   | 2  | 2020/21, 2022/23                                                       |
| Thomas Tuchel        | 2  | 2018/19, 2019/20                                                       |
| Raymond Goethals     | 2  | 1990/91, 1991/92                                                       |
| Gérard Gili          | 2  | 1988/89, 1989/90                                                       |
| Jean-Claude Suaudeau | 2  | 1982/83, 1994/95                                                       |
| Jean Vincent         | 2  | 1976/77, 1979/80                                                       |
| Numa Andoire         | 2  | 1950/51, 1951/52                                                       |
| Conrad Ross          | 2  | 1934/35, 1937/38                                                       |

## Overzichtslijsten

### Eeuwige ranglijst

#### Officieel
Clubs in het vet spelen in 2025/26 in de Ligue 1.
| Club                         | Stad             | /88 | Periode (1932-1939, 1945-2026) |
| ---------------------------- | ---------------- | --- | --- |
| Olympique Marseille          | Marseille        | 76  | 1932-1939, 1945-1959, 1962-1963, 1966-1980, 1984-1994, 1996-....                                                                              |
| AS Saint-Étienne             | Saint-Étienne    | 70  | 1938-1939, 1945-1962, 1963-1984, 1986-1996, 1999-2001, 2004-2022, 2024-2025                                                                   |
| Stade Rennais                | Rennes           | 69  | 1932-1937, 1945-1953, 1956-1957, 1958-1975, 1976-1977, 1983-1984, 1985-1987, 1990-1992, 1994-....                                             |
| Girondins Bordeaux           | Bordeaux         | 69  | 1945-1947, 1949-1956, 1959-1960, 1962-1991, 1992-2022                                                                                         |
| Olympique Lyonnais           | Lyon             | 67  | 1951-1952, 1954-1983, 1989-.... |
| OGC Nice                     | Nice             | 67  | 1932-1934, 1948-1964, 1965-1969, 1970-1982, 1985-1991, 1994-1997, 2002-....                                                                   |
| AS Monaco                    | Monaco           | 67  | 1953-1969, 1971-1972, 1973-1976, 1977-2011, 2013-....                                                                                         |
| Lille OSC                    | Rijsel           | 66  | 1945-1956, 1957-1959, 1964-1968, 1971-1972, 1974-1977, 1978-1997, 2000-....                                                                   |
| FC Sochaux                   | Montbéliard      | 66  | 1932-1939, 1945-1946, 1947-1960, 1961-1962, 1964-1987, 1988-1995, 1998-1999, 2001-2014                                                        |
| FC Metz                      | Metz             | 65  | 1932-1933, 1935-1939, 1945-1950, 1951-1958, 1961-1962, 1967-2002, 2003-2006, 2007-2008, 2014-2015, 2016-2018, 2019-2022, 2023-2024, 2025-.... |
| RC Strasbourg                | Straatsburg      | 65  | 1934-1939, 1945-1952, 1953-1957, 1958-1960, 1961-1971, 1972-1976, 1977-1986, 1988-1989, 1992-2001, 2002-2006, 2007-2008, 2017-....            |
| RC Lens                      | Lens             | 64  | 1937-1939, 1945-1947, 1949-1968, 1973-1978, 1979-1989, 1991-2008, 2009-2011, 2014-2015, 2020-....                                             |
| FC Nantes                    | Nantes           | 58  | 1963-2007, 2008-2009, 2013-.... |
| Paris Saint-Germain          | Parijs           | 53  | 1971-1972, 1974-.... |
| Montpellier HSC              | Montpellier      | 43  | 1932-1935, 1946-1950, 1952-1953, 1961-1963, 1981-1982, 1987-2000, 2001-2004, 2009-2025                                                        |
| Stade de Reims               | Reims            | 40  | 1945-1964, 1966-1967, 1970-1979, 2012-2016, 2018-2025                                                                                         |
| Olympique Nîmes              | Nîmes            | 36  | 1950-1967, 1968-1981, 1983-1984, 1991-1993, 2018-2021                                                                                         |
| Toulouse FC                  | Toulouse         | 36  | 1982-1994, 1997-1999, 2000-2001, 2003-2020, 2022-....                                                                                         |
| AJ Auxerre                   | Auxerre          | 35  | 1980-2012, 2022-2023, 2024-.... |
| SC Bastia                    | Bastia           | 34  | 1968-1986, 1994-2005, 2012-2017 |
| Valenciennes FC              | Valenciennes     | 33  | 1935-1936, 1937-1938, 1956-1961, 1962-1971, 1972-1973, 1975-1982, 1992-1993, 2006-2014                                                        |
| Angers SCO                   | Angers           | 33  | 1956-1968, 1969-1975, 1976-1977, 1978-1981, 1993-1994, 2015-2023, 2024-....                                                                   |
| Racing Club de Paris         | Parijs           | 30  | 1932-1939, 1945-1953, 1954-1964, 1984-1985, 1986-1990                                                                                         |
| AS Nancy                     | Nancy            | 30  | 1970-1974, 1975-1987, 1990-1992, 1996-1997, 1998-2000, 2005-2013, 2016-2017                                                                   |
| Le Havre AC                  | Le Havre         | 27  | 1938-1939, 1945-1947, 1950-1954, 1959-1962, 1985-1988, 1991-2000, 2002-2003, 2008-2009, 2023-....                                             |
| CS Sedan                     | Sedan            | 23  | 1955-1971, 1972-1974, 1999-2003, 2006-2007 |
| AS Cannes                    | Cannes           | 22  | 1932-1939, 1945-1949, 1965-1966, 1987-1992, 1993-1998                                                                                         |
| Stade Brest                  | Brest            | 20  | 1979-1980, 1981-1988, 1989-1991, 2010-2013, 2019-....                                                                                         |
| FC Rouen                     | Rouen            | 19  | 1936-1939, 1945-1947, 1960-1970, 1977-1978, 1982-1985                                                                                         |
| Toulouse FC (1937)           | Toulouse         | 19  | 1946-1951, 1953-1967 |
| Stade Malherbe Caen          | Caen             | 18  | 1988-1995, 1996-1997, 2004-2005, 2007-2009, 2010-2012, 2014-2019                                                                              |
| ES Troyes AC                 | Troyes           | 18  | 1954-1956, 1960-1961, 1973-1978, 1999-2003, 2005-2007, 2012-2013, 2015-2016, 2017-2018, 2021-2023                                             |
| FC Lorient                   | Lorient          | 18  | 1998-1999, 2001-2002, 2006-2017, 2020-2024, 2025-....                                                                                         |
| FC Sète                      | Sète             | 16  | 1932-1939, 1945-1954 |
| Red Star FC                  | Parijs           | 16  | 1932-1933, 1934-1938, 1945-1950, 1965-1966, 1967-1973, 1974-1975                                                                              |
| Stade français               | Parijs           | 15  | 1946-1951, 1952-1954, 1959-1967 |
| FC Nancy                     | Nancy            | 15  | 1946-1957, 1958-1959, 1960-1963 |
| AC Ajaccio                   | Ajaccio          | 14  | 1967-1973, 2002-2006, 2011-2014, 2022-2023 |
| En Avant Guingamp            | Guingamp         | 13  | 1995-1998, 2000-2004, 2013-2019 |
| Stade Laval                  | Laval            | 13  | 1976-1989 |
| Sporting Toulon              | Toulon           | 12  | 1959-1960, 1964-1965, 1983-1993 |
| CO Roubaix-Tourcoing         | Roubaix          | 10  | 1945-1955 |
| Excelsior Roubaix            | Roubaix          | 7   | 1932-1939 |
| SC Fives                     | Rijsel           | 7   | 1932-1939 |
| Olympique Lillois            | Rijsel           | 7   | 1932-1939 |
| FC Antibes                   | Antibes          | 7   | 1932-1939 |
| Le Mans UC                   | Le Mans          | 6   | 2003-2004, 2005-2010 |
| FC Mulhouse                  | Mulhouse         | 6   | 1932-1933, 1934-1937, 1982-1983, 1989-1990 |
| Olympique Alès               | Alès             | 6   | 1932-1933, 1934-1936, 1947-1948, 1957-1959 |
| Dijon FCO                    | Dijon            | 6   | 2011-2012, 2016-2021 |
| Paris FC                     | Parijs           | 4   | 1972-1974, 1978-1979, 2025-.... |
| Grenoble Foot 38             | Grenoble         | 4   | 1960-1961, 1962-1963, 2008-2010 |
| FC Tours                     | Tours            | 4   | 1980-1983, 1984-1985 |
| Évian Thonon Gaillard FC     | Thonon-les-Bains | 4   | 2011-2015 |
| Clermont                     | Clermont-Ferrand | 3   | 2021-2024 |
| Amiens SC                    | Amiens           | 3   | 2017-2020 |
| FC Limoges                   | Limoges          | 3   | 1958-1961 |
| RC Roubaix                   | Roubaix          | 3   | 1936-1939 |
| AS Angoulême                 | Angoulême        | 3   | 1969-1972 |
| FC Martigues                 | Martigues        | 3   | 1993-1996 |
| SC Nîmois                    | Nîmes            | 3   | 1932-1935 |
| CA Paris                     | Parijs           | 2   | 1932-1934 |
| Gazélec Ajaccio              | Ajaccio          | 1   | 2015-2016 |
| AC Arles                     | Arles            | 1   | 2010-2011 |
| US Boulogne                  | Boulogne-sur-Mer | 1   | 2009-2010 |
| Hyères FC                    | Hyères           | 1   | 1932-1933 |
| Chamois Niort FC             | Niort            | 1   | 1987-1988 |
| Club Français                | Parijs           | 1   | 1932-1933 |
| AS Béziers                   | Béziers          | 1   | 1957-1958 |
| SR Colmar                    | Colmar           | 1   | 1948-1949 |
| Olympique Avignon            | Avignon          | 1   | 1975-1976 |
| AS Aixoise                   | Aix-en-Provence  | 1   | 1967-1968 |
| LB Châteauroux               | Châteauroux      | 1   | 1997-1998 |
| FC Gueugnon                  | Gueugnon         | 1   | 1995-1996 |
| FC Istres                    | Istres           | 1   | 2004-2005 |
| Lyon Olympique Universitaire | Lyon             | 1   | 1945-1946 |

1. ↑  (en) IFFHS world's best national league in the world 2021 IFFHS, geraadpleegd op 12 april 2022. Gearchiveerd op 22 april 2022.
2. ↑  Lille OSC is een fusie ontstaan in 1944 tussen SC Fives en Olympique Lillois
3. ↑  Montpellier HSC speelde 10 seizoenen onder de naam SO Montpellier en 3 seizoenen als Montpellier Paillade SC
4. ↑  Toulouse FC werd opgericht in 1970. Het heeft niets te maken met Toulouse FC dat opgericht werd in 1937, negentien seizoenen in de hoogste afdeling speelde en in 1967 ontbonden werd.
5. ↑  SC Bastia speelde 18 seizoenen onder de naam SEC Bastia
6. ↑  Valenciennes FC speelde 25 seizoenen onder de naam US Valenciennes-Anzin
7. ↑  Racing Club de Paris speelde tussen 1987 en 1989 als Matra Racing en tot 1991 als Racing Paris 1
8. ↑  Toulouse FC werd in 1937 opgericht en ontbonden in 1967. Drie jaar later werd een nieuw Toulouse FC opgericht die evenwel niets te maken heeft met de oude club
9. ↑  le Mans FC speelde onder de vroegere naam Le Mans UC in de Ligue 1
10. ↑  Grenoble Foot 38 speelde begin jaren zestig twee seizoenen in de hoogste klasse onder de naam FC Grenoble

#### Officieus kampioenschap
Tijdens de Tweede Wereldoorlog werden er zes seizoenen gespeeld die niet officieel zijn. Tijdens een van deze seizoenen kwamen de clubs niet onder hun echte naam uit, maar onder de stadsnaam en de provincienaam erachter.
| Club                 | /6 | Club                    | /6 |
| -------------------- | -- | ----------------------- | -- |
| FC Rouen             | 5  | FC Sochaux              | 1  |
| Le Havre AC          | 5  | Troyes AC               | 1  |
| Stade Reims          | 5  | FC Grenoble             | 1  |
| Racing Club de Paris | 5  | CA Paris/Stade Français | 1  |
| Red Star Paris       | 5  | ESA Brive               | 1  |
| OGC Nice             | 5  | FC Annecy               | 1  |
| Olympique Marseille  | 5  | FC Perpignan            | 1  |
| Olympique Alès       | 5  | AS Avignon              | 1  |
| FC Sète              | 5  | Bordeaux Guyenne        | 1  |
| Toulouse FC (1937)   | 5  | Clermont Auvergne       | 1  |
| Girondins Bordeaux   | 5  | Grenoble Dauphine       | 1  |
| AS Cannes            | 5  | Lens Artois             | 1  |
| Montpellier HSC      | 5  | Lille Flandres          | 1  |
| Olympique Nîmes      | 5  | Lyon Lyonnais           | 1  |
| AS Saint-Étienne     | 4  | Montpellier Languedoc   | 1  |
| CA Paris             | 3  | Marseille Provence      | 1  |
| RC Lens              | 3  | Nancy Lorraine          | 1  |
| Excelsior Roubaix    | 3  | Nice Côte d'Azur        | 1  |
| Stade Rennais        | 3  | Paris Capitale          | 1  |
| Amiens AC            | 2  | Paris Île-de-France     | 1  |
| OIC Lille            | 2  | Reims Champagne         | 1  |
| US Le Mans           | 2  | Rennes Bretagne         | 1  |
| Olympique Lyon       | 2  | Rouen Normandie         | 1  |
| Clermont Foot        | 2  | Toulouse Pyrennées      | 1  |
| FC Antibes           | 1  | OSC Lille               | 1  |
| US Boulogne          | 1  | US Valenciennes         | 1  |
| SC Fives             | 1  | Stade Français Capitale | 1  |
| RC Arras             | 1  |                         |    |

### Topscorers (1932–heden)

#### Per seizoen
| Seizoen   | Speler                                      | Club(s)                                     | Aantal                                      |
| --------- | ------------------------------------------- | ------------------------------------------- | ------------------------------------------- |
| 1932/1933 | Robert Mercier Walter Kaiser                | Club français Stade Rennais                 | 15                                          |
| 1933/1934 | Istvan Lukacs                               | FC Sète                                     | 28                                          |
| 1934/1935 | André Abegglen                              | FC Sochaux                                  | 30                                          |
| 1935/1936 | / Roger Courtois                            | FC Sochaux                                  | 34                                          |
| 1936/1937 | Oskar Rohr                                  | RC Strasbourg                               | 30                                          |
| 1937/1938 | Jean Nicolas                                | FC Rouen                                    | 26                                          |
| 1938/1939 | / Roger Courtois / Désiré Koranyi           | FC Sochaux FC Sète                          | 27                                          |
| 1939–1945 | Niet gespeeld wegens de Tweede Wereldoorlog | Niet gespeeld wegens de Tweede Wereldoorlog | Niet gespeeld wegens de Tweede Wereldoorlog |
| 1945/1946 | René Bihel                                  | Lille OSC                                   | 28                                          |
| 1946/1947 | Pierre Sinibaldi                            | Stade de Reims                              | 33                                          |
| 1947/1948 | Jean Baratte                                | Lille OSC                                   | 31                                          |
| 1948/1949 | Jean Baratte Jozef Humpal                   | Lille OSC FC Sochaux                        | 26                                          |
| 1949/1950 | Jean Grumellon                              | Stade Rennais                               | 24                                          |
| 1950/1951 | Roger Piantoni                              | FC Nancy                                    | 28                                          |
| 1951/1952 | Gunnar Andersson                            | Olympique Marseille                         | 31                                          |
| 1952/1953 | Gunnar Andersson                            | Olympique Marseille                         | 35                                          |
| 1953/1954 | / Édouard Kargu                             | Girondins de Bordeaux                       | 27                                          |
| 1954/1955 | René Bliard                                 | Stade de Reims                              | 30                                          |
| 1955/1956 | / Thadée Cisowski                           | Racing Club de France                       | 31                                          |
| 1956/1957 | / Thadée Cisowski                           | Racing Club de France                       | 33                                          |
| 1957/1958 | Just Fontaine                               | Stade de Reims                              | 34                                          |
| 1958/1959 | / Thadée Cisowski                           | Racing Club de France                       | 30                                          |
| 1959/1960 | Just Fontaine                               | Stade de Reims                              | 28                                          |
| 1960/1961 | Roger Piantoni                              | Stade de Reims                              | 28                                          |
| 1961/1962 | Touré Sékou                                 | Montpellier HSC                             | 25                                          |
| 1962/1963 | Serge Masnaghetti                           | Valenciennes FC                             | 35                                          |
| 1963/1964 | Ahmed Oudjani                               | RC Lens                                     | 30                                          |
| 1964/1965 | Jacques Simon                               | FC Nantes                                   | 24                                          |
| 1965/1966 | Philippe Gondet                             | FC Nantes                                   | 36                                          |
| 1966/1967 | Hervé Revelli                               | AS Saint-Étienne                            | 31                                          |
| 1967/1968 | Étienne Sansonetti                          | AC Ajaccio                                  | 26                                          |
| 1968/1969 | André Guy                                   | Olympique Lyonnais                          | 25                                          |
| 1969/1970 | Hervé Revelli                               | AS Saint-Étienne                            | 28                                          |
| 1970/1971 | Josip Skoblar                               | Olympique Marseille                         | 44                                          |
| 1971/1972 | Josip Skoblar                               | Olympique Marseille                         | 30                                          |
| 1972/1973 | Josip Skoblar                               | Olympique Marseille                         | 26                                          |
| 1973/1974 | Carlos Bianchi                              | Stade de Reims                              | 30                                          |
| 1974/1975 | Delio Onnis                                 | AS Monaco                                   | 30                                          |
| 1975/1976 | Carlos Bianchi                              | Stade de Reims                              | 34                                          |
| 1976/1977 | Carlos Bianchi                              | Stade de Reims                              | 28                                          |
| 1977/1978 | Carlos Bianchi                              | Paris Saint-Germain                         | 37                                          |
| 1978/1979 | Carlos Bianchi                              | Paris Saint-Germain                         | 27                                          |
| 1979/1980 | Erwin Kostedde Delio Onnis                  | Stade Lavallois AS Monaco                   | 21                                          |
| 1980/1981 | Delio Onnis                                 | Tours FC                                    | 24                                          |
| 1981/1982 | Delio Onnis                                 | Tours FC                                    | 29                                          |
| 1982/1983 | Vahid Halilhodžić                           | FC Nantes                                   | 27                                          |
| 1983/1984 | Patrice Garande Delio Onnis                 | AJ Auxerre Sporting Toulon Var              | 21                                          |
| 1984/1985 | Vahid Halilhodžić                           | FC Nantes                                   | 28                                          |
| 1985/1986 | Jules Bocandé                               | FC Metz                                     | 23                                          |
| 1986/1987 | Bernard Zénier                              | FC Metz                                     | 18                                          |
| 1987/1988 | Jean-Pierre Papin                           | Olympique Marseille                         | 19                                          |
| 1988/1989 | Jean-Pierre Papin                           | Olympique Marseille                         | 22                                          |
| 1989/1990 | Jean-Pierre Papin                           | Olympique Marseille                         | 30                                          |
| 1990/1991 | Jean-Pierre Papin                           | Olympique Marseille                         | 23                                          |
| 1991/1992 | Jean-Pierre Papin                           | Olympique Marseille                         | 27                                          |
| 1992/1993 | Alen Bokšić                                 | Olympique Marseille                         | 23                                          |
| 1993/1994 | Roger Boli Youri Djorkaeff Nicolas Ouédec   | RC Lens AS Monaco FC Nantes                 | 20                                          |
| 1994/1995 | Patrice Loko                                | FC Nantes                                   | 22                                          |
| 1995/1996 | Sonny Anderson                              | AS Monaco                                   | 21                                          |
| 1996/1997 | Stéphane Guivarc'h                          | Stade Rennais                               | 22                                          |
| 1997/1998 | Stéphane Guivarc'h                          | AJ Auxerre                                  | 21                                          |
| 1998/1999 | Sylvain Wiltord                             | Girondins de Bordeaux                       | 22                                          |
| 1999/2000 | Sonny Anderson                              | Olympique Lyonnais                          | 21                                          |
| 2000/2001 | Sonny Anderson                              | Olympique Lyonnais                          | 22                                          |
| 2001/2002 | Djibril Cissé Pedro Pauleta                 | AJ Auxerre Girondins de Bordeaux            | 22                                          |
| 2002/2003 | Shabani Nonda                               | AS Monaco                                   | 26                                          |
| 2003/2004 | Djibril Cissé                               | AJ Auxerre                                  | 26                                          |
| 2004/2005 | Alexander Frei                              | Stade Rennais                               | 20                                          |
| 2005/2006 | Pedro Pauleta                               | Paris Saint-Germain                         | 21                                          |
| 2006/2007 | Pedro Pauleta                               | Paris Saint-Germain                         | 15                                          |
| 2007/2008 | Karim Benzema                               | Olympique Lyonnais                          | 20                                          |
| 2008/2009 | André-Pierre Gignac                         | Toulouse FC                                 | 24                                          |
| 2009/2010 | Mamadou Niang                               | Olympique Marseille                         | 18                                          |
| 2010/2011 | Moussa Sow                                  | Lille OSC                                   | 25                                          |
| 2011/2012 | Olivier Giroud Nenê                         | Montpellier HSC Paris Saint-Germain         | 21                                          |
| 2012/2013 | Zlatan Ibrahimović                          | Paris Saint-Germain                         | 30                                          |
| 2013/2014 | Zlatan Ibrahimović                          | Paris Saint-Germain                         | 26                                          |
| 2014/2015 | Alexandre Lacazette                         | Olympique Lyonnais                          | 27                                          |
| 2015/2016 | Zlatan Ibrahimović                          | Paris Saint-Germain                         | 38                                          |
| 2016/2017 | Edinson Cavani                              | Paris Saint-Germain                         | 35                                          |
| 2017/2018 | Edinson Cavani                              | Paris Saint-Germain                         | 28                                          |
| 2018/2019 | Kylian Mbappé                               | Paris Saint-Germain                         | 33                                          |
| 2019/2020 | Kylian Mbappé Wissam Ben Yedder             | Paris Saint-Germain AS Monaco               | 18                                          |
| 2020/2021 | Kylian Mbappé                               | Paris Saint-Germain                         | 27                                          |
| 2021/2022 | Kylian Mbappé                               | Paris Saint-Germain                         | 28                                          |
| 2022/2023 | Kylian Mbappé                               | Paris Saint-Germain                         | 29                                          |
| 2023/2024 | Kylian Mbappé                               | Paris Saint-Germain                         | 27                                          |

#### Per club
| Club | Aantal |
| --- | ------ |
| Paris Saint-Germain | 15     |
| Olympique Marseille | 12     |
| Stade de Reims | 9      |
| AS Monaco, FC Nantes | 6      |
| Olympique Lyonnais | 5      |
| FC Sochaux, Stade Rennais, Lille OSC                                                                                             | 4      |
| Racing Club de France, Girondins de Bordeaux, AJ Auxerre                                                                         | 3      |
| FC Sète, AS Saint-Étienne, Tours FC, FC Metz, RC Lens, Montpellier HSC                                                           | 2      |
| Club français, RC Strasbourg, FC Rouen, FC Nancy, Valenciennes FC, AC Ajaccio, Stade Lavallois, Sporting Toulon Var, Toulouse FC | 1      |

#### Spelers met meerdere titels
| Speler             | Aantal |
| ------------------ | ------ |
| Kylian Mbappé      | 6      |
| Carlos Bianchi     | 5      |
| Delio Onnis        | 5      |
| Jean-Pierre Papin  | 5      |
| Thadée Cisowski    | 3      |
| Josip Skoblar      | 3      |
| Sonny Anderson     | 3      |
| Zlatan Ibrahimović | 3      |
| Pedro Pauleta      | 3      |
| Edinson Cavani     | 2      |
| Roger Courtois     | 2      |
| Jean Baratte       | 2      |
| Gunnar Andersson   | 2      |
| Just Fontaine      | 2      |

| Speler             | Aantal |
| ------------------ | ------ |
| Roger Piantoni     | 2      |
| Hervé Revelli      | 2      |
| Vahid Halilhodžić  | 2      |
| Stéphane Guivarc'h | 2      |
| Djibril Cissé      | 2      |

## Scheidsrechters
Bijgaand een overzicht van bekende Franse scheidsrechters die niet alleen actief zijn of waren in de hoogste divisie van het Franse betaald voetbal, maar daarnaast ook internationale wedstrijden leiden of hebben geleid.
- Gérard Biguet
- Ruddy Buquet
- Tony Chapron
- Bruno Coué
- Laurent Duhamel
- Saïd Ennjimi
- Fredy Fautrel
- Pascal Garibian
- Antony Gautier
- Stéphane Lannoy
- Stéphane Moulin
- Hervé Piccirillo
- Eric Poulat
- Jean Richard
- Alain Sars
- Clément Turpin
- Michel Vautrot
- Gilles Veissière

## Belgen in de Ligue 1
Spelers, waarvan de naam vetgedrukt staat, zijn actief in de Ligue 1.
De lijst is nog niet compleet
- Fons Bastijns - USL Dunkerque
- Orel Mangala - Olympique Lyon
- Malick Fofana - Olympique Lyon
- Michy Batshuayi - Olympique Marseille
- Alain Bettagno - FC Gueugnon
- Roberto Bisconti - OGC Nice
- Gilbert Bodart - Bordeaux
- Danny Boffin - FC Metz
- Toni Brogno - CS Sedan
- Christian Brüls - Stade Rennais
- Gianni Bruno - Lille OSC, SC Bastia, ETG
- Alex Chaintraine - CA Paris
- Jurgen Cavens - Olympique Marseille
- Eric Deflandre - Olympique Lyon
- Stéphane Demol - Toulouse FC, Sporting Toulon Var
- Jason Denayer - Olympique Lyon
- Gérard Depoorter - RC Lens
- Philippe Desmet - Lille OSC
- Brandon Deville - AJ Ajaccio
- Michel De Wolf - Olympique Marseille
- Serge Djamba-Shango - Lille OSC
- Jérémy Doku - Stade Rennes
- Grégory Dufer - SM Caen
- Steve Dugardein - SM Caen
- Wout Faes - Stade de Reims
- Yannick Ferreira Carrasco - AS Monaco
- Didier Frenay - AS Cannes
- Thomas Foket - Stade de Reims
- Thibault De Smet - Stade de Reims
- Guillaume Gillet - SC Bastia, FC Nantes
- Kévin Goeman - RC Lens
- Nacer Chadli - AS Monaco
- Eden Hazard - Lille OSC
- Jérémy Huyghebaert - Auxerre
- Nordin Jbari - ES Troyes
- Joris Kayembe - FC Nantes
- Christophe Kinet - RC Srasbourg
- Viktor Klonaridis - Lille OSC
- Roland Lamah - Le Mans UC
- Philippe Léonard - AS Monaco, OGC Nice
- Thomas Meunier - PSG,Lille OSC
- Kevin Mirallas - Lille OSC, AS Saint-Étienne
- Divock Origi - Lille OSC
- Luigi Pieroni - AJ Auxerre, FC Nantes, RC Lens, Valenciennes FC
- David Pollet - RC Lens
- Matz Sels - SC Strasbourg
- Enzo Scifo - Bordeaux, Auxerre, AS Monaco
- Alphonse Six - Olympique Lillois
- Stéphane Thys - FC Metz
- Youri Tielemans - AS Monaco
- Daniel Van Buyten - Olympique Marseille
- Erwin Vandenbergh - Lille OSC
- Leo Van der Elst - FC Metz
- Gunther Van Handenhoven - FC Metz
- Joseph Van Mol - OGC Nice
- Frank Vercauteren - FC Nantes
- Piet Verschelde - OGC Nice
- Patrick Vervoort - Bordeaux
- Marc Wilmots - Bordeaux
- Laurent Wuillot - AJ Ajaccio

Angers ·
Auxerre ·
Stade Brestois ·
Le Havre ·
Lens ·
Lille · 
Lorient ·
Olympique Lyonnais · 
Olympique de Marseille · 
Metz ·
 Monaco · 
Nantes · 
Nice · 
Paris ·
PSG · 
Stade Rennais · 
Strasbourg ·
Toulouse
1932/33 · 1933/34 · 1934/35 · 1935/36 · 1936/37 · 1937/38 · 1938/39 · 1939/40 · 1940/41 · 1941/42 · 1942/43 · 1943/44 · 1944/45 · 1945/46 · 1946/47 · 1947/48 · 1948/49 · 1949/50 · 1950/51 · 1951/52 · 1952/53 · 1953/54 · 1954/55 · 1955/56 · 1956/57 · 1957/58 · 1958/59 · 1959/60 · 1960/61 · 1961/62 · 1962/63 · 1963/64 · 1964/65 · 1965/66 · 1966/67 · 1967/68 · 1968/69 · 1969/70 · 1970/71 · 1971/72 · 1972/73 · 1973/74 · 1974/75 · 1975/76 · 1976/77 · 1977/78 · 1978/79 · 1979/80 · 1980/81 · 1981/82 · 1982/83 · 1983/84 · 1984/85 · 1985/86 · 1986/87 · 1987/88 · 1988/89 · 1989/90 · 1990/91 · 1991/92 · 1992/93 · 1993/94 · 1994/95 · 1995/96 · 1996/97 · 1997/98 · 1998/99 · 1999/00 · 2000/01 · 2001/02 · 2002/03 · 2003/04 · 2004/05 · 2005/06 · 2006/07 · 2007/08 · 2008/09 · 2009/10 · 2010/11 · 2011/12 · 2012/13 · 2013/14 · 2014/15 · 2015/16 · 2016/17 · 2017/18 · 2018/19 · 2019/20 · 2020/21 · 2021/22 · 2022/23 · 2023/24 · 2024/25 · 2025/26
1. ↑  Door de coronacrisis kon het seizoen 19/20 niet worden afgemaakt. Op 30 april 2020 werd bepaald om de ranglijst te handhaven zoals die was toen de competitie werd stilgelegd, met Paris Saint-Germain als koploper.